# Projekt 21631
Projekt 21631 (jinak též třída Bujan-M či třída Grad Svijažsk) je třída raketových korvet ruského námořnictva. Jedná se o prodlouženou a vylepšenou verzi dělových člunů projektu 21630 (Bujan). Celkem bylo objednáno 12 jednotek této třídy. Korvety mají sloužit jak v Kaspické (šest jednotek), tak v Černomořské flotile.

## Stavba
Třídu staví loděnice Zelenodolský závod imeni A. M. Gorkého. Celkem bylo objednáno 12 jednotek. První dvě korvety počátkem roku 2014 úspěšně prošly zkouškami. Do konce roku 2015 bylo do služby zařazeno pět jednotek. Poslední dvanácté plavidlo Stavropol má být do služby přijato roku 2023.
Jednotky projektu 21631:
| Jméno                 | Založení kýlu     | Spuštěna         | Vstup do služby   | Status    |
| --------------------- | ----------------- | ---------------- | ----------------- | --------- |
| Grad Svijažsk (021)   | 27. srpna 2010    | 3. září 2013     | 27. července 2014 | aktivní   |
| Uglič (022)           | 22. července 2011 | 10. dubna 2013   | 27. července 2014 | aktivní   |
| Velikij Usťug         | 27. srpna 2011    | 21. května 2014  | 19. prosince 2014 | aktivní   |
| Zeljonyj Dol (602)    | 29. srpna 2012    | 2. dubna 2015    | 12. prosince 2015 | aktivní   |
| Serpuchov (603)       | 25. ledna 2013    | 3. dubna 2015    | 12. prosince 2015 | aktivní   |
| Vyšnij Voločok (609)  | 29. srpna 2013    | 18. května 2016  | 1. června 2018    | aktivní   |
| Orechovo-Zujevo (626) | 29. května 2014   | 17. června 2018  | 10. prosince 2018 | aktivní   |
| Ingušetija (630)      | 29. srpna 2014    | 11. června 2019  | 28. prosince 2019 | aktivní   |
| Grajvoron (600)       | 10. dubna 2015    | duben 2020       | 31. ledna 2021    | aktivní   |
| Grad (575)            | 24. dubna 2017    | 17. září 2021    | 29. prosince 2022 | aktivní   |
| Naro-Fominsk (595)    | 23. února 2018    | 9. prosince 2022 | 25. prosince 2023 | aktivní   |
| Stavropol             | 12. července 2018 | 11. června 2024  | 2024 (plán)       | ve stavbě |

## Konstrukce

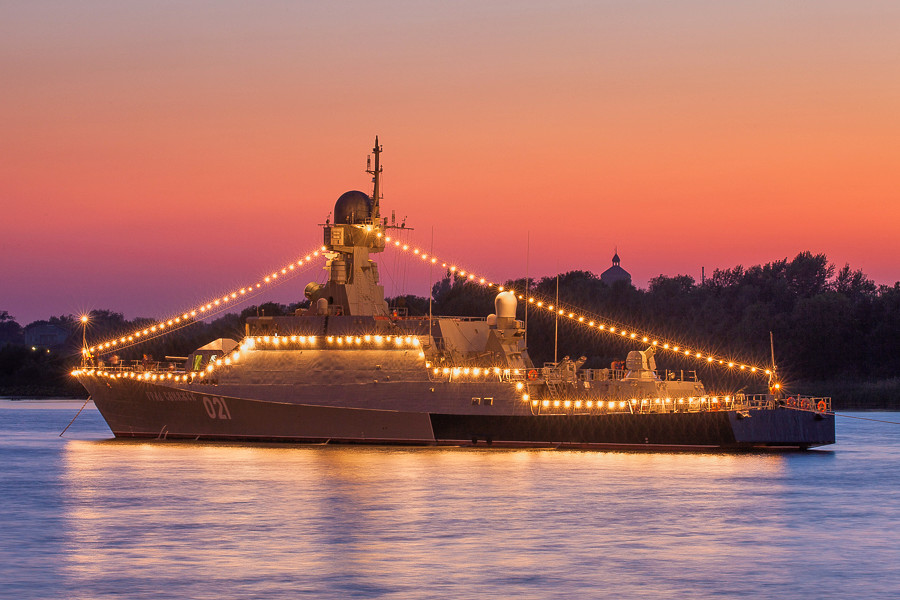
Grad Svijažsk (021)

V dělové věži na přídi se nachází jeden 100mm kanón A-190. Za hlavní nástavbou je instalován osminásobný vypouštěcí kontejner pro protilodní střely Kaliber a dále dva 30mm obranné systémy AK-630M. Výzbroj doplňuje šestinásobný protiletadlový raketový komplet krátkého dosahu 3M-47 Gibka využívající střel Igla-1M. Na palubě jsou též dva 14,5mm a tři 7,62mm kulomety.
Pohonný systém je koncepce CODAD. Kombinuje dva diesely Zvezda M520 a vodní trysky. Nejvyšší rychlost dosahuje 28 uzlů. Dosah je 2500 námořních mil při 12 uzlech.
Poslední postavená korveta Stavropol bude vyzbrojena hybridním obranným systémem Pancir-M.

## Služba

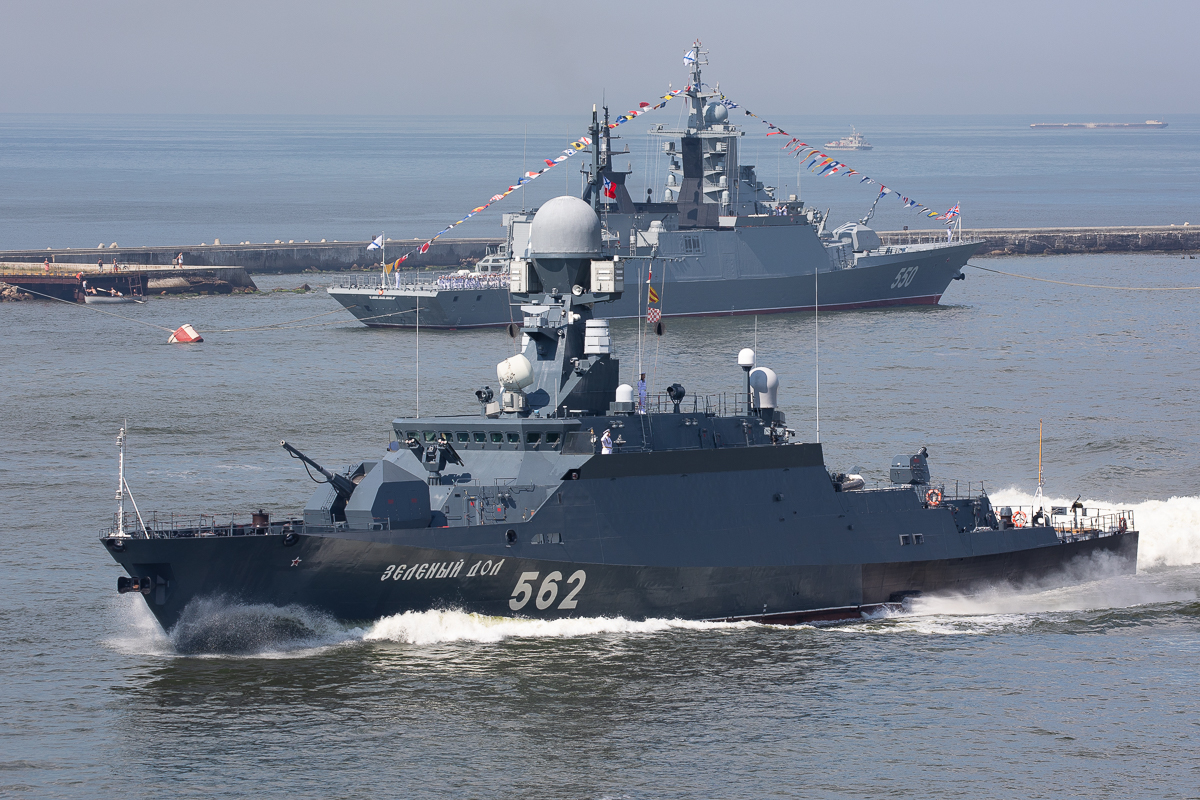
Zeljonyj Dol (602)

Korvety projektu 21631 byly poprvé nasazeny v rámci ruské intervence do občanské války v Sýrii. Z Kaspického moře vypouštěly protizemní střely Kalibr na syrské pozemní cíle. V roce 2022 se podobným způsobem zapojily také do ruské invaze na Ukrajinu.
Ukrajinská vojenská rozvědka uvedla, že se jí podařilo poškodit loď Serpuchov kotvící na základně v přístavu Baltijsk v Kaliningradské oblasti, která původně sloužila u Černomořské flotily, než byla převelena k Baltském námořnictvu. Na lodi vypukl požár, který měl zničit její komunikační systémy i automatiku. Ruská strana se nevyjádřila.